# Beciu, Vrancea
Beciu este un sat în comuna Vârteșcoiu din județul Vrancea, Muntenia, România.
 Acest articol despre o localitate din județul Vrancea este deocamdată un ciot. Puteți ajuta Wikipedia prin completarea lui.